# لايدي باكيت آند ذا موتلي موسترز (فلم)
لايدي باكيت آند ذا موتلي موسترز (بالإنجليزية: Lady Buckit and the Motley Mopsters)، هُو فيلم أنيميشن عائلي نيجيري صدر سنة 2020 وأخرجه أديبيسي أديتايو.